# قاعدة بيانات أفلام هونغ كونغ
قاعدة بيانات أفلام هونغ كونغ هو موقع ويب من نوع قاعدة بيانات أفلام ‏ أنشئ في 1995، وهو متوفر بعدة لغات.

## وصلات خارجية
- الموقع الرسمي